# Osiel Cárdenas Guillén

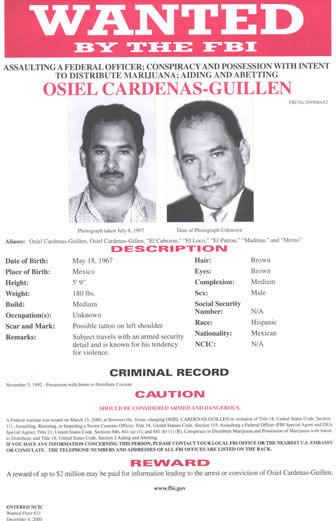
Osiel Cárdenas Guillén (a sinistra)

Osiel Cárdenas Guillén (Matamoros, 18 maggio 1967) è un criminale messicano, ex capo del cartello del Golfo e degli Zeta.

## Biografia
Nacque a Matamoros, Tamaulipas dove svolse il lavoro di meccanico, entrò nel cartello del Golfo aiutando il capo di allora Juan García Ábrego, quando egli fu arrestato nel 1996.
Osiel Cárdenas alla fine prese il comando uccidendo il suo amico e rivale Salvador Gómez e guadagnandosi il soprannome di El Mata Amigos ("l'ammazza-amici").
Nel 1997 recluta oltre 30 disertori del gruppo delle forze speciali messicane GAFE per difendersi dai cartelli rivali e per formare il braccio armato del cartello, chiamato poi Los Zetas.
Dopo una sparatoria con l'esercito messicano nel 2003, Osiel viene arrestato e imprigionato. Nel 2007 viene estradato negli Stati Uniti e nel 2010 viene condannato a 25 anni di carcere per riciclaggio, traffico di droga, omicidio, e per aver minacciato agenti federali statunitensi nel 1999. Il 30 agosto 2024, Osiel è stato rilasciato dal carcere statunitense e consegnato alla custodia degli ufficiali dell'immigrazione.